# Polymorfi
För andra betydelser, se Polymorfism.
| Rutil TiO2 - foto och illustration av kristallstruktur (enhetscell)röd — syreatom, grå — titanatom  |  | Rutil TiO2 - foto och illustration av kristallstruktur (enhetscell)röd — syreatom, grå — titanatom |
| Rutil TiO2 - foto och illustration av kristallstruktur (enhetscell) röd — syreatom, grå — titanatom |  | |

| Anatas TiO2 - foto och illustration av kristallstruktur (enhetscell)röd — syreatom, grå — titanatom  |  | Anatas TiO2 - foto och illustration av kristallstruktur (enhetscell)röd — syreatom, grå — titanatom |
| Anatas TiO2 - foto och illustration av kristallstruktur (enhetscell) röd — syreatom, grå — titanatom |  | |

Polymorfi (av grekiska polymorf, "månggestaltad") innebär att en kemisk förening kan skapa kristaller i minst två olika strukturer. Olika polymorfer har olika egenskaper som exempelvis färg, löslighet och smältpunkt. 
Förståelse av olika ämnens polymorfi är viktigt, när man skall hitta nya läkemedel. Andra områden där kunskap om polymorfi är viktigt är vid tillverkning av vissa färgpigment och explosivämnen.
Det liknande begreppet allotropi används för att beskriva grundämnen som förekommer i olika molekylstrukturer. Man kallar allotropi och polymorfi för olika sorters modifikationer.

## Exempel på polymorfa föreningar
Exempel på en polymorf förening är titandioxid med den kemiska formeln TiO2. Den förekommer i naturen som anatas, brookit och rutil.
Kiseldioxid (SiO2) har minst 12 olika kristallformer.
Järndisulfid (FeS2) som kan bilda mineralerna pyrit och markasit.
Silversulfid (Ag2S) kan bilda akantit och argentit. Akantit är en lågtemperaturform som är stabil vid temperaturer som är lägre än 179°C. Den har ett monoklint kristallsystem. Argentit har ett kubiskt kristallsystem och är stabil vid högre temperaturer.
Kalciumkarbonat (CaCO3) har tre kristallstrukturer. Två av dessa, kalcit och aragonit, är stabila medan den tredje formen kallad vaterit är metastabil.